# Helmstadt-Bargen
Helmstadt-Bargen ist eine Gemeinde mit rund 3700 Einwohnern im Rhein-Neckar-Kreis in Baden-Württemberg. Die Gemeinde gehört dem Gemeindeverwaltungsverband Waibstadt und der Tourismusregion Brunnenregion an.

## Geographie

### Geographische Lage
Helmstadt-Bargen liegt am Übergang des Kraichgauer Hügellandes im Süden zum Kleinen Odenwald im Norden ganz im Osten des Rhein-Neckar-Kreises. Auf der Gemarkung fließen fünf größere Bäche, mit Nebenbächen unter den aufnehmenden eingerückt:
- Schwarzbach
  - Wollenbach
    - Oberer Hohegraben
    - Gäulbach
    - Busenbach, im Unterlauf Forstgraben genannt

  - Wartschaftbach (Viehtriebbach)

Der größte Ortsteil Helmstadt liegt am Zulauf des Wollenbachs zum Schwarzbach, die anderen größeren Ansiedlungen liegen im Wollenbachtal.

### Nachbargemeinden
Nachbargemeinden sind Aglasterhausen im Nordnordosten, Obrigheim im Nordosten, Hüffenhardt im Osten (alle Neckar-Odenwald-Kreis);
Bad Rappenau im Südosten (Landkreis Heilbronn);
Neckarbischofsheim im Südsüdwesten, Waibstadt im Südwesten, Neidenstein im Westen, Epfenbach im Nordwesten sowie Reichartshausen im Nordnordwesten (alle Rhein-Neckar-Kreis).

### Gemeindegliederung
Die Gemeinde Helmstadt-Bargen besteht aus den ehemaligen Gemeinden Bargen, Flinsbach und Helmstadt. Zu Bargen gehört das Haus Unter hohen Graben (Bargener Mühle), zu Flinsbach die Mühle Hobstmühle und zu Helmstadt der Weiler Ingelheimerhof und das Gehöft Weilerhof. Im Gebiet der ehemaligen Gemeinde Bargen liegt die Wüstung des 773 genannten Ortes Branfelde, dessen Lage jedoch nicht als gesichert gilt und nicht in der Gemarkung Bargen nachgewiesen werden kann.

## Geschichte

### Helmstadt

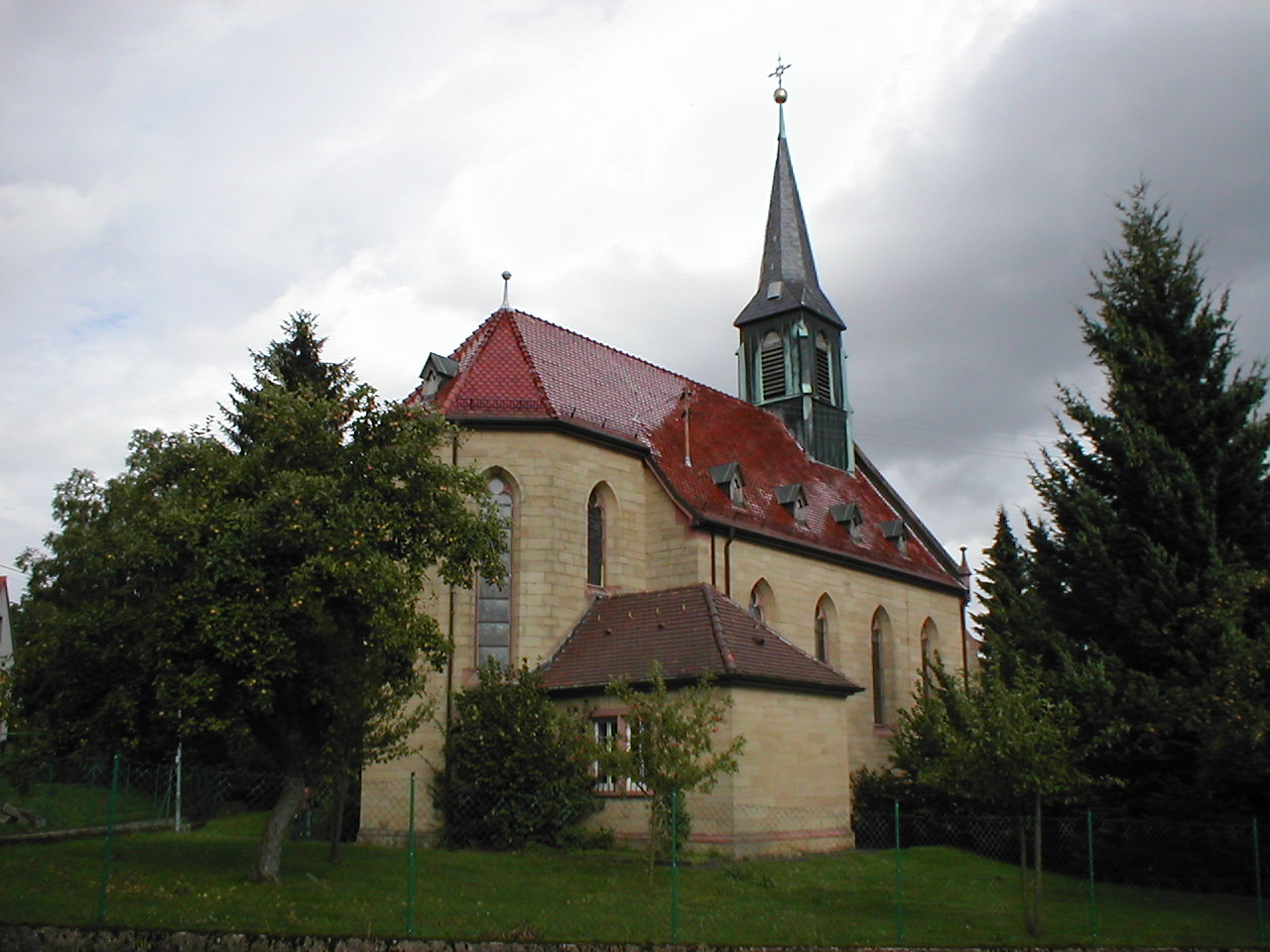
Katholische Kirche Bargen

Helmstadt wird 782 in einer Urkunde des Lorscher Codex zum ersten Mal erwähnt. Der Ort lag im Elsenzgau und zählte kirchlich zum Bistum Worms, das vom Stift Wimpfen aus auch die Gerichtsbarkeit und die Zollhoheit in den sich nordwestlich von Wimpfen erstreckenden Orten ausübte. Die Staufer brachten um 1200 das ehemalige Königsgut wieder in ihre Hand, wodurch Helmstadt und die umliegenden Orte Teil des Gerichtsbezirks der Stüber Zent wurden, über welche die Kurpfalz ab dem 14. Jahrhundert die Landeshoheit ausübte. Spätestens ab dem 13. Jahrhundert war Helmstadt ein Sitz des nach ihm benannten Adelsgeschlechts der Herren von Helmstatt, die wie die Herren von Mentzingen und die Göler von Ravensburg vom staufischen Ministerialen Raban von Wimpfen abstammen. Die Ortsherren hatten drei Herrensitze am Ort: das Wasserschloss, die Burg Gruseneck und das Rabanschloss. Die Herren von Hirschhorn besaßen eine weitere Burg auf dem Schlossbuckel bei der Weilermühle. Und auch der Deutsche Orden besaß zwei Herrenhöfe und Anspruch auf ein Viertel des Zehnten. Alle diese Herrensitze sind heute abgegangen.
Der Ort gliederte sich einst in ein Ober- und ein Unterdorf. Im Unterdorf stand die ältere Kirche St. Mauritius, Mutterkirche der Kirchen in Bargen und Flinsbach, über die das Stift Wimpfen das Patronatsrecht ausübte. Im Oberdorf erbauten die Herren von Helmstatt um 1360 die Kirche St. Laurentius, deren Pfarrer sie auch selbst bestellten. Die Kirche im Oberdorf wurde im 16. Jahrhundert von den Herren von Helmstatt reformiert, es ist die heutige evangelische Kirche. Das Unterdorf ging im Dreißigjährigen Krieg unter.
Nach dem Tod des kinderlosen und schwachsinnigen Wolf Adam von Helmstatt 1694 wurde der Ort vom Kaiser an Johann Philipp von Berlichingen vergeben, den Gatten von Wolf Adams Schwester Christine, wogegen die rechtmäßigen Lehensnachfolger der Bischofsheimer Linie derer von Helmstatt vergeblich prozessierten. Mit dem Rabanschloss kam ein Teil des Eigenbesitzes der Helmstatt nebst zugehörigen Gütern und Rechten auch an Georg Christoph von Auerbach, mit dem Wolf Adams andere Schwester Anna Magdalena verheiratet war. Dem zu jener Zeit tobenden Pfälzer Erbfolgekrieg fiel das Wasserschloss des Ortes zum Opfer. Bis zur Mitte des 18. Jahrhunderts war Helmstadt von zahlreichen Truppendurchzügen und Einquartierungen betroffen. Die Herren von Berlichingen bewohnten zuletzt ein Herrenhaus am Ortsausgang in Richtung Asbach, an der Stelle der heutigen Hauptschule, das aus der Burg Gruseneck hervorgegangen war. Sie sind heute noch Besitzer von ausgedehnten Gütern um Helmstadt, die schon längere Zeit von Pächtern bewirtschaftet werden. Ein Teil des Berlichingschen Besitzes fiel nach dem Tod von Götz von Berlichingen-Rossach 1922 an die Hochhauser Linie der Herren von Helmstatt zurück. Der Auerbachsche Besitzteil kam im 18. Jahrhundert erst an die von Schmitz und von Kroneck und wurde dann in bürgerliche Hände verkauft.
1803 fiel der Ort an Baden und gehörte dort ab 1810 zum Bezirksamt Neckarbischofsheim und ab 1864 zum Bezirksamt Sinsheim. Der Ort blieb bis weit ins 20. Jahrhundert hinein rein landwirtschaftlich geprägt. Ein erster Industriebetrieb siedelte sich erst um 1930 an. Der Zweite Weltkrieg und die Nachkriegszeit brachten dem Ort einen Zustrom von Flüchtlingen und Vertriebenen. 1939 wurden 1076 Einwohner gezählt, Ende 1945 waren es 1289, im Mai 1949 waren es 1439. In den nachfolgenden drei Jahrzehnten kam es sukzessive zu einem Strukturwandel, bei dem die bäuerlichen Betriebe bis auf wenige verschwanden, während sich mehr Industrie und Gewerbe im Ort ansiedelten. Die privaten Investitionen in den Wohnungsbau konzentrierten sich in der Zeit nach dem Zweiten Weltkrieg vor allem auf Neubauten am Ortsrand, wodurch der Ortskern allmählich in Verfall geriet.
Der Ortskern von Helmstadt wurde von 1978 bis 1990 in zwei Etappen umfangreich saniert. Zu den bedeutendsten Einzelmaßnahmen zählt die Umgestaltung der alten Posthalterei zum Rathaus; man wollte die seit 1972 aus Platzgründen in die Peripherie des Ortes ausgelagerte Verwaltung zurück in die Ortsmitte holen und dadurch auch die weitere Ansiedlung von Handel und Gewerbe fördern. Im Zuge dieser Maßnahmen wurde die Pfarrgasse verkehrsberuhigt und die parallele, durch die Ortsumgehung vom Weitverkehr der B 292 entlastete ehemalige Durchgangsstraße Rabanstraße mit Pflasterung und weiteren Maßnahmen baulich aufgewertet. Der zweite Sanierungsschritt umfasste im Wesentlichen die Erhaltung und Aufwertung des südöstlich des Rathauses gelegenen Fachwerk-Ensembles.

### Bargen
Bargen wurde nach den ältesten Funden in einem merowingerzeitlichen Gräberfeld um 600 als fränkischer Ausbauort gegründet und fand ebenfalls erstmals in einer Urkunde des Lorscher Codex vom 31. Dezember 792 bereits in der heutigen Namensform Bargen Erwähnung. Der Ort gehörte als Bestandteil der Stüber Zent ab 1380 bis zum Übergang an Baden zur Kurpfalz. Die Ortsherrschaft über Bargen und den ursprünglich zu Bargen gehörenden Weiler Wollenberg übertrug das Hochstift Worms an die Herren von Ehrenberg. Nach dem Aussterben der Ehrenberg 1647 übertrug Worms das Lehen über Wollenberg an die Herren von Gemmingen, das über Bargen an verschiedene Lehnsherren. Worms übte die Herrschaft über Bargen von 1719 bis 1803 selbst unmittelbar aus. 1803 fiel der Ort an Baden und gehörte dort ab 1813 zum Amt Neckarbischofsheim und ab 1857 zum Bezirksamt Sinsheim. 1939 wurden 524 Einwohner gezählt, Ende 1945 waren es 609.
Ende April 1952 entdeckte man bei Straßen- und Kanalisationsarbeiten für den Bau des neuen Bargener Schulhauses vier Gräber. Der damalige Leiter des Landesdenkmalamtes Baden-Württemberg, Albrecht Dauber, ließ in zwei Ausgrabungskampagnen weitere 42 Gräber freilegen, in denen außer den Gebeinen der Toten auch Waffen, Schmuck und andere Gegenstände gefunden wurden. Die Archäologin Ursula Koch datierte den Beginn der Belegung des Gräberfeldes auf die Zeit zwischen 590 und 610; es wurde rund 70 Jahre benutzt. Informationen zum Gräberfeld mit fotografischen Dokumentationen und Ausgrabungsfunden (Repliken) finden sich im Bargener Dorfmuseum.

### Flinsbach
Der Ort Flinsbach ist seit 1365 belegt. Von 1380 bis 1803 gehörte der Ort zur Kurpfalz, Ortsherren waren zunächst anteilig, ab etwa 1770 allein die Herren von Helmstatt. Danach gelangte Flinsbach zu Baden und gehörte dort ab 1811 zum Amt Neckarbischofsheim und ab 1857 zum Bezirksamt Sinsheim. 1939 wurden 368 Einwohner gezählt, Ende 1945 waren es 457.

### Helmstadt-Bargen
Am 1. Januar 1970 wurde zunächst Flinsbach nach Helmstadt eingemeindet. Zuvor dem Landkreis Sinsheim angehörend, wurden die Orte bei der Kreisreform 1973 dem neugebildeten Rhein-Neckar-Kreis angeschlossen. Am 1. Januar 1975 wurden auch Bargen eingemeindet und die Gemeinde in Helmstadt-Bargen umbenannt. Anschließend wurden in der neuen Gemeinde ein neues Rathaus, eine Hauptschule und eine Großsporthalle erbaut und mehrere Neubaugebiete erschlossen.
Die nachfolgende Tabelle zeigt die Entwicklung der Einwohnerzahl für den heutigen Gebietsstand und basiert auf Volkszählungsergebnissen und deren amtlichen Fortschreibungen.
| Jahr      | 1871 | 1890 | 1910 | 1939 | 1950 | 1961 | 1970 | 1987 | 1991 | 1995 | 2000 | 2005 | 2010 | 2015 |
| --------- | ---- | ---- | ---- | ---- | ---- | ---- | ---- | ---- | ---- | ---- | ---- | ---- | ---- | ---- |
| Einwohner | 2372 | 2190 | 2108 | 1968 | 3192 | 2811 | 3186 | 3387 | 3680 | 3762 | 3899 | 3941 | 3706 | 3762 |

## Politik

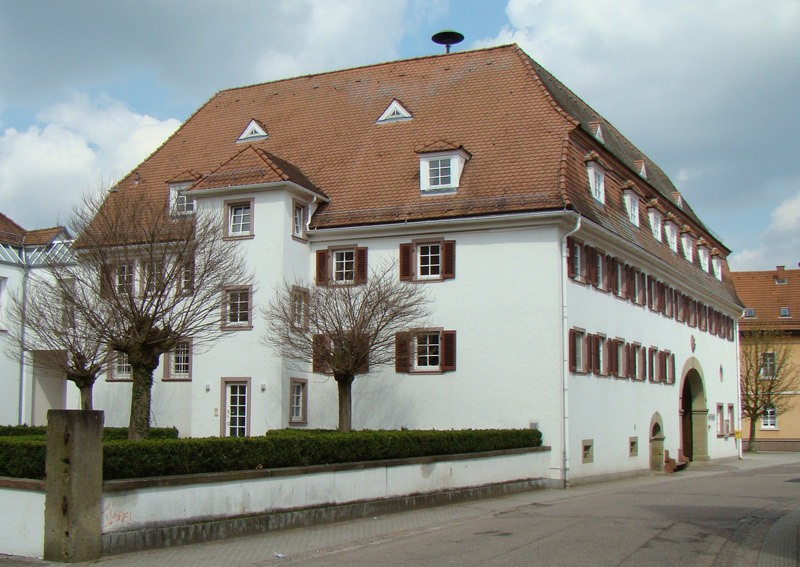
Rathaus in Helmstadt

### Gemeinderat
Der Gemeinderat hat 15 (2019: 14) ehrenamtliche Mitglieder, die für fünf Jahre gewählt werden. Hinzu kommt der Bürgermeister als stimmberechtigter Gemeinderatsvorsitzender.
Die Kommunalwahl 2024 führte zu folgendem Ergebnis (in Klammern: Unterschied zu 2019):
| Gemeinderat 2024               | Gemeinderat 2024 | Gemeinderat 2024 | Gemeinderat 2024 | Gemeinderat 2024 |
| Partei / Liste                 | Stimmenanteil    | Sitze            |                  |                  |
| ------------------------------ | ---------------- | ---------------- | ---------------- | ---------------- |
| SPD/Freie Wähler               | 50,4 % (−0,3)    | 8 (+1)           |                  |                  |
| CDU                            | 49,6 % (+0,3)    | 7 (±0)           |                  |                  |
| Wahlbeteiligung: 65,3 % (+2,5) |                  |                  |                  |                  |

### Bürgermeister
- 1985–2001 Siegfried Kircher (CDU)
- 2001–2009 Theo Sauer (CDU)
- 2009–2025 Wolfgang Jürriens (parteilos)
- seit 2025 Joachim Weschbach (CDU)[12]

### Wappen

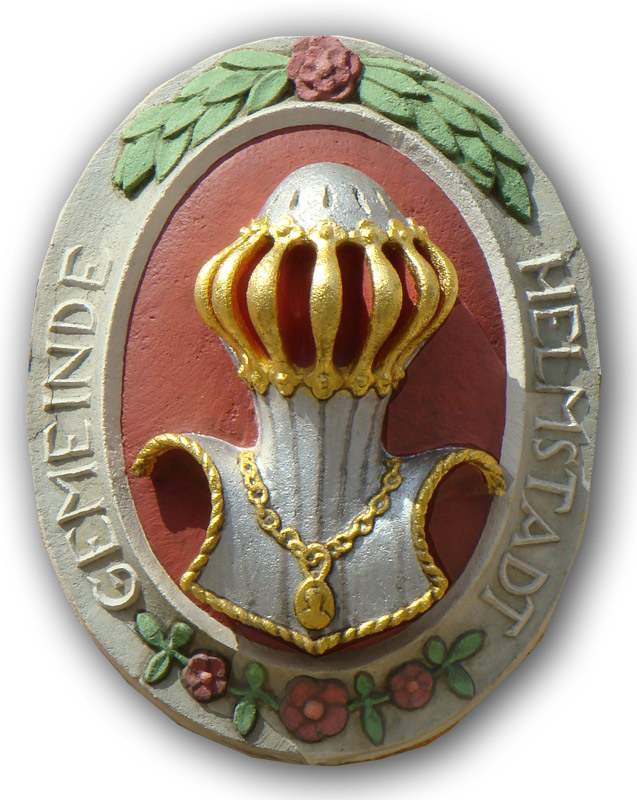
Historisches Gemeindewappen am Alten Rathaus in Helmstadt

#### Helmstadt
Blasonierung: In Rot ein mit rotem Futter ausgeschlagener silberner Spangenhelm mit goldenem Halskleinod und goldenen Beschlägen.
Das Wappen geht zurück auf ein Siegel Helmstadts aus dem Jahr 1748. Der Helm macht das Wappen für den Ortsnamen „redend“. 1901 wurde die Tingierung vom Generallandesarchiv festgelegt und von der Gemeinde angenommen. Für Helmstadt-Bargen wurde das Wappen am 20. Juli 1978 unverändert vom Landratsamt Rhein-Neckar-Kreis neu verliehen.
Die Flagge ist Weiß-Rot und wurde ebenfalls 1978 verliehen.

#### Bargen
Das Wappen von Bargen zeigt mittig geteilt einen roten Schuppen auf Gold sowie einen goldenen Schlüssel auf Rot. Der Schuppen macht das Wappen „redend“, da sich der Ortsname vom mittelhochdeutschen Wort Parac (vgl. Baracke) ableitet. Der Schlüssel ist das Wappensymbol des Bistums Worms.
Die Gemeinde führte nach 1758 bis 1950 den lateinischen Großbuchstaben B – ab 1900 im silber-blauen (pfälzischen) Rautenschild – in seinen Siegeln als Wappenschild. 1950 nahm der Gemeinderat das jetzige Wappen an. Die Verleihung erfolgte durch Entschließung des Präsidenten des Landesbezirks Baden Nr. 9400 vom 3. Januar 1950.

#### Flinsbach
Das Wappen von Flinsbach zeigt einen schwarzen Raben über einem blauen Bach auf Silber. Der Bach macht das Wappen „redend“, der Rabe ist das Wappentier der Herren von Helmstatt. Das Wappen ist seit 1805 nachgewiesen.

Wappen von Helmstadt
Wappen von Bargen
Wappen von Flinsbach

## Kultur und Sehenswürdigkeiten

### Bauwerke

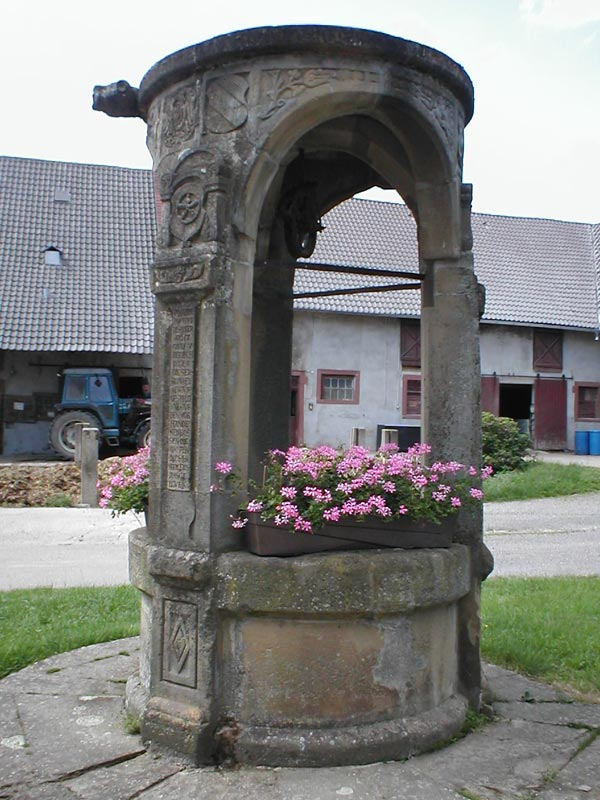
Der Renaissance-Ziehbrunnen ist eines der Wahrzeichen des Ortes

Der Dreimärker (Helmstadt) wurde 1710 als Dreiherrenstein gesetzt.

#### Helmstadt
Vom Alten Schloss in Helmstadt, einem ehemaligen Wasserschloss, sind nur noch Fragmente zu erkennen. Das Schloss wurde 1694 zerstört, anschließend wurde teils auf den alten Fundamenten ein Hofgut errichtet, dessen Hauptbau aus dem Jahr 1757 stammt. Manche der um 1900 errichteten Wirtschaftsgebäude tragen Inschriftentafeln oder Wappen, die die Herren von Berlichingen als Erbauer nennen. In der Mitte des Hofes befindet sich ein um 1900 rekonstruierter Ziehbrunnen im Stil der Renaissance.
Die Evangelische Kirche geht auf die um 1360 von den Herren von Helmstatt erbaute Laurentiuskirche des Oberdorfes zurück. Bei ihr befindet sich ein Kriegerdenkmal für den Krieg 1870/71.
Das Rathaus des Ortes gegenüber der evangelischen Kirche geht auf die als Kling'sches Anwesen bekannte ehemalige Posthalterei des Ortes zurück. Der zweiflügelige Barockbau wurde im Zuge der Ortskernsanierung um einen Neubautrakt erweitert, die Gesamtanlage wurde 1983 ihrer heutigen Bestimmung übergeben.
Das Alte Rathaus, neben dem das heutige steht, trägt über dem Portal ein großes historisches Gemeindewappen.
Das Ensemble in der Ortsmitte wird durch einen Barockbau von 1779 ergänzt, den seit der Sanierung im Jahre 2006 die Raban-Apotheke nutzt. In Helmstadt sind außerdem einige stattliche Fachwerkhäuser erhalten, die zum Teil bis in das 17. Jahrhundert zurückreichen. Ein steinerner Löwe auf einem Sockel dient als Gefallenendenkmal 1939–45.
Die katholische Kirche St. Laurentius ist ein moderner Zweckbau der Nachkriegszeit und wurde oberhalb des Alten Schulhauses am Ortsrand errichtet.

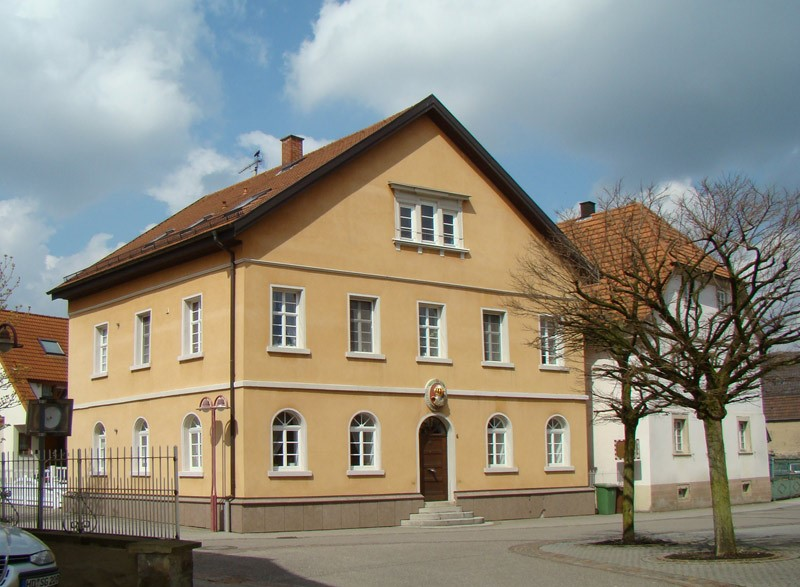
Altes Rathaus Helmstadt
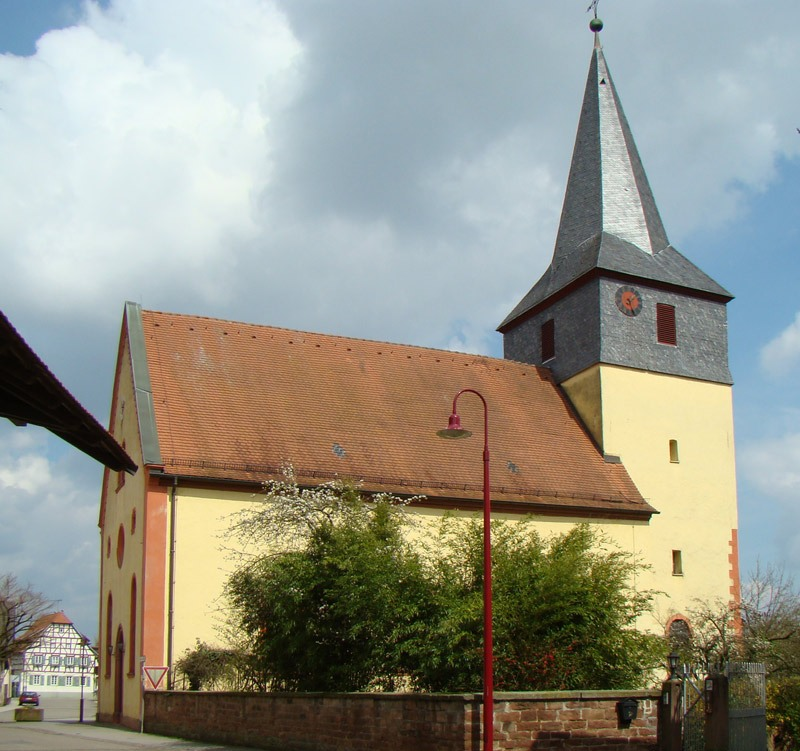
Evangelische Kirche Helmstadt
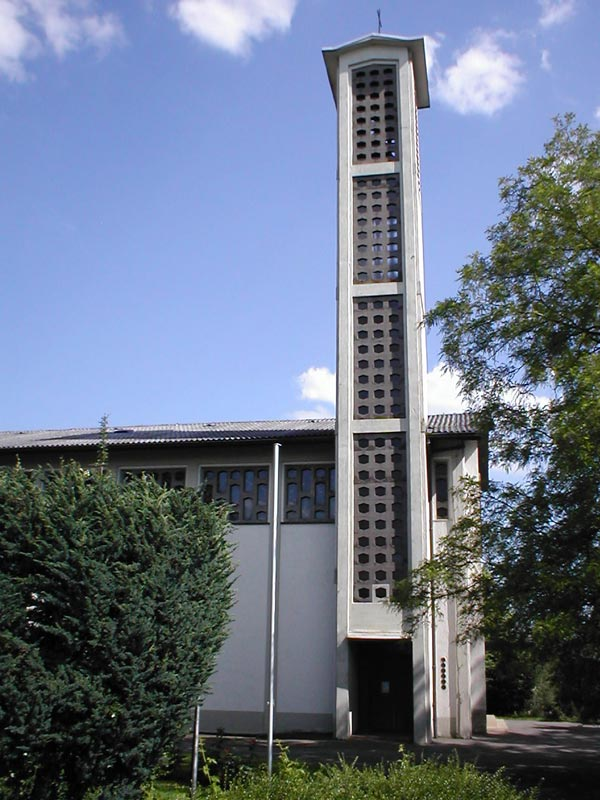
Katholische Kirche St. Laurentius
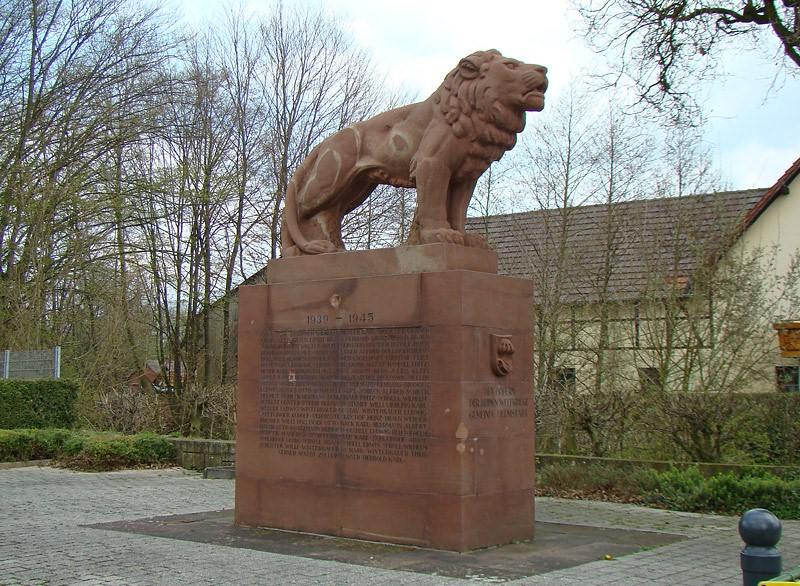
Gefallenendenkmal

#### Bargen
- Evangelische Kirche in Bargen, erbaut 1800
- Katholische Kirche Bargen, erbaut 1904
- Historisches Gasthaus Stern in Bargen
- Dorfmuseum im alten Rathaus,[13] betreut vom Bürgerverein Bargen
- Bücherturm als öffentlicher Bücherschrank in einer historischen Trafostation an der Ecke Rathausstraße. Umgebaut und betreut durch den Bürgerverein Bargen.

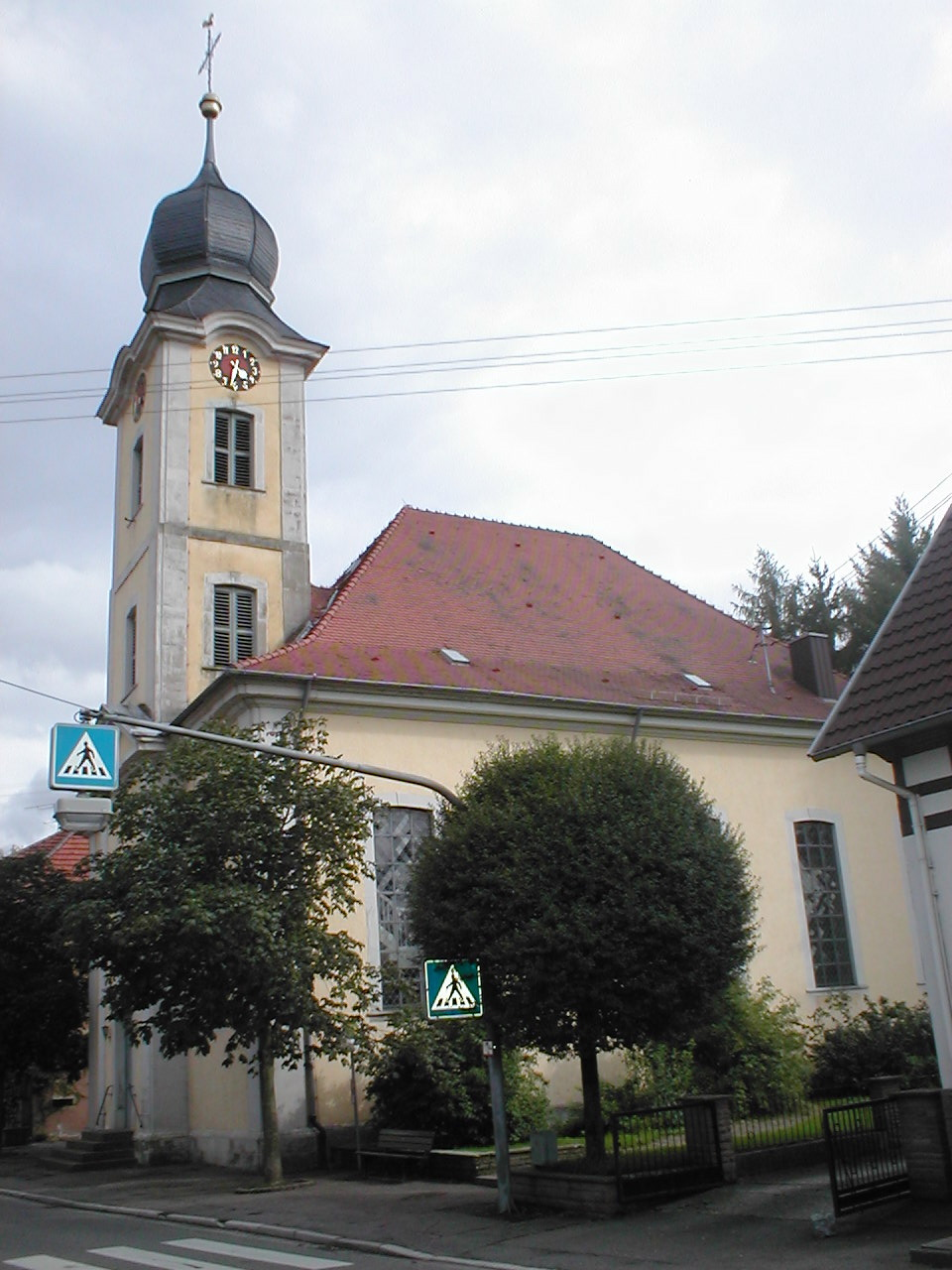
Evangelische Kirche Bargen
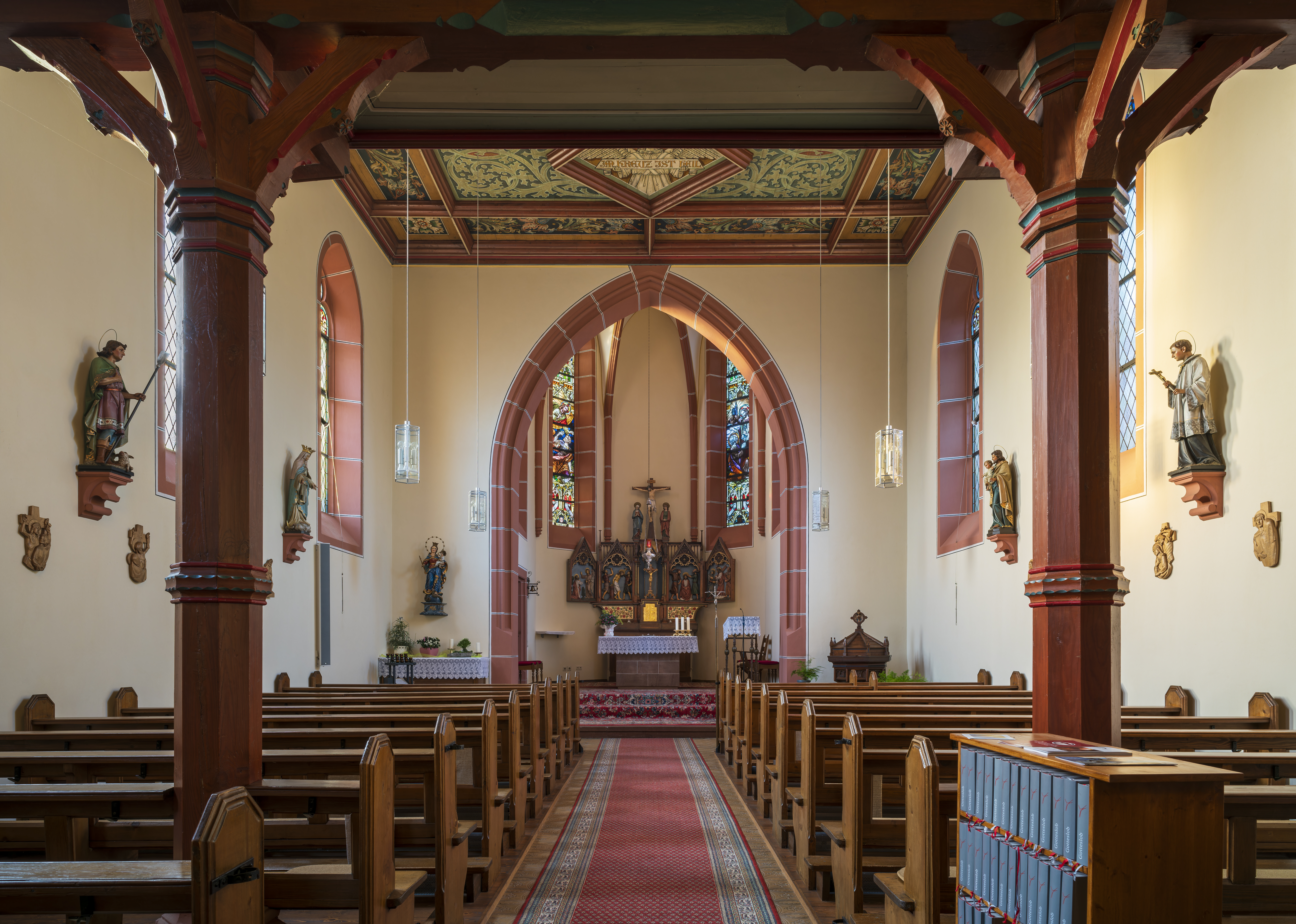
Katholische Kirche Bargen
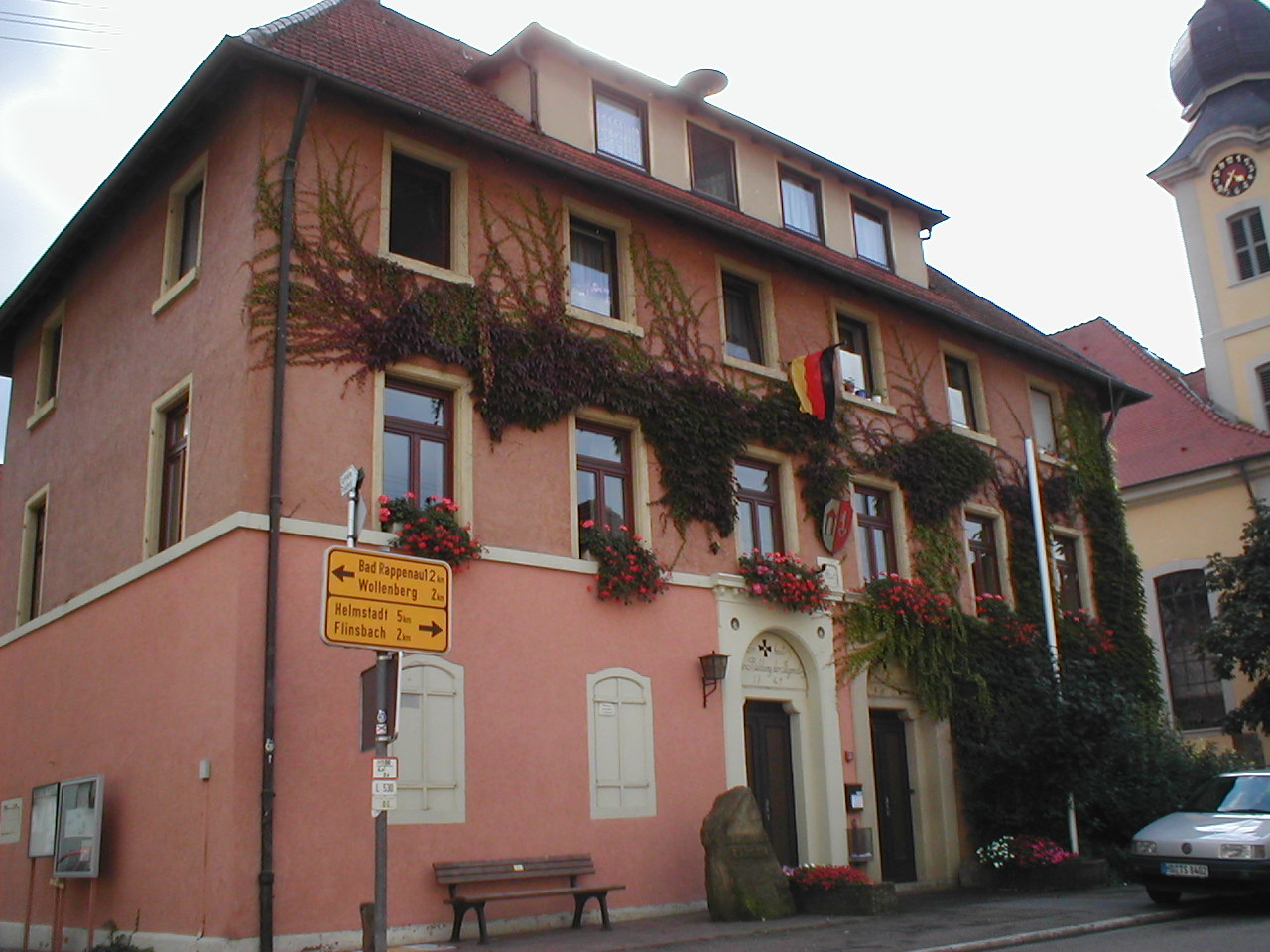
Rathaus von 1841 in Bargen
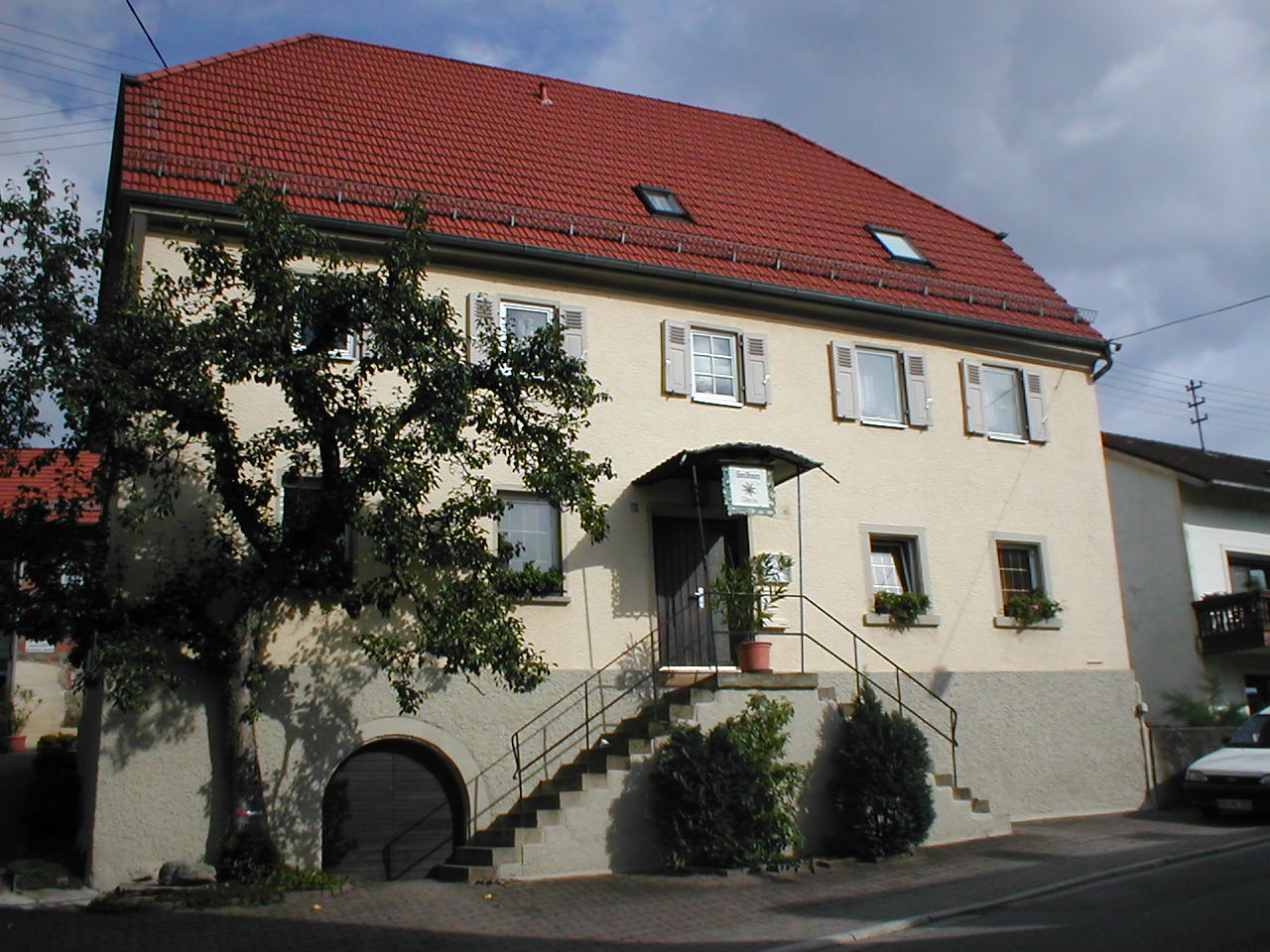
Historisches Gasthaus Stern
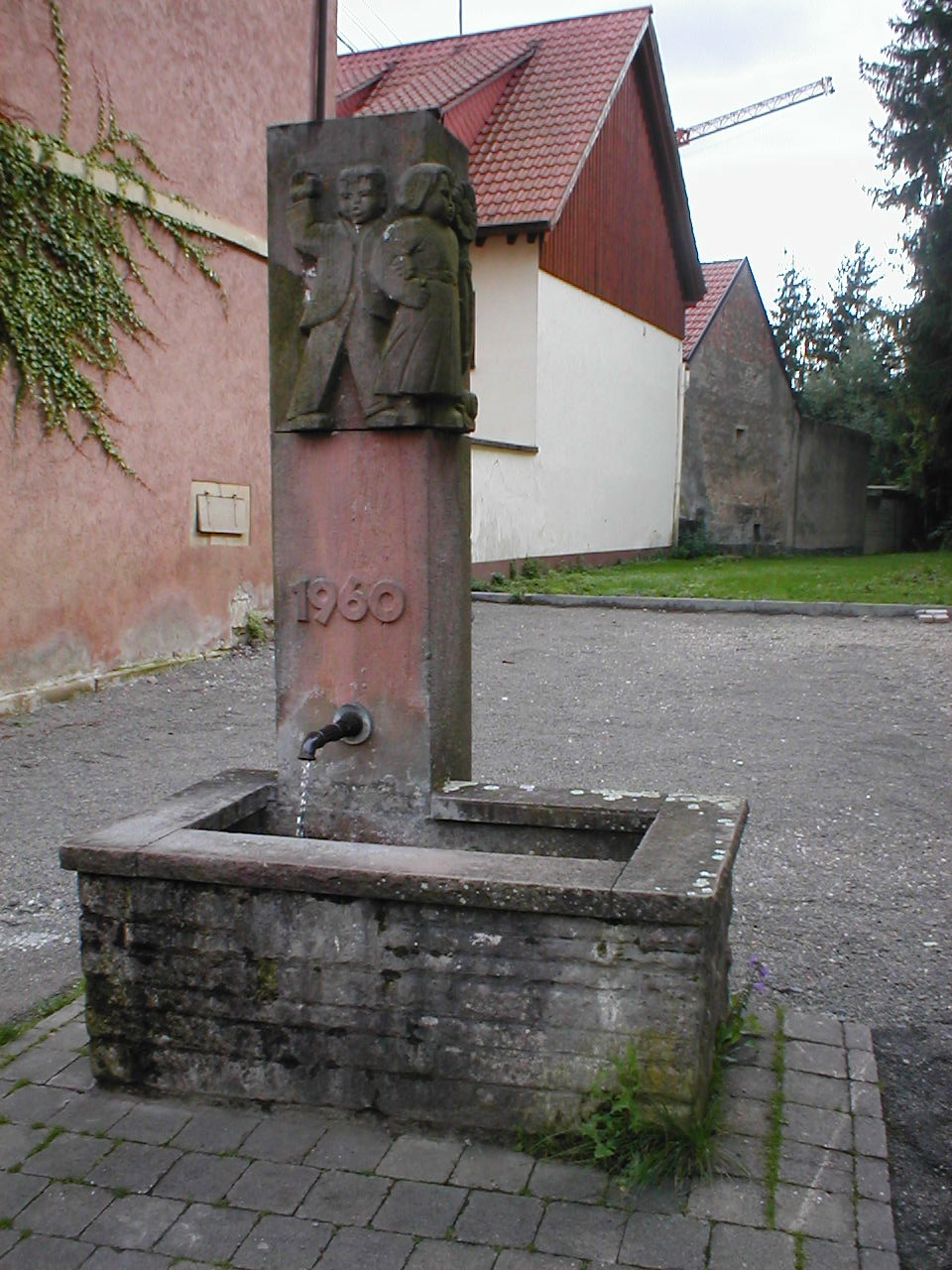
Dorfbrunnen in Bargen
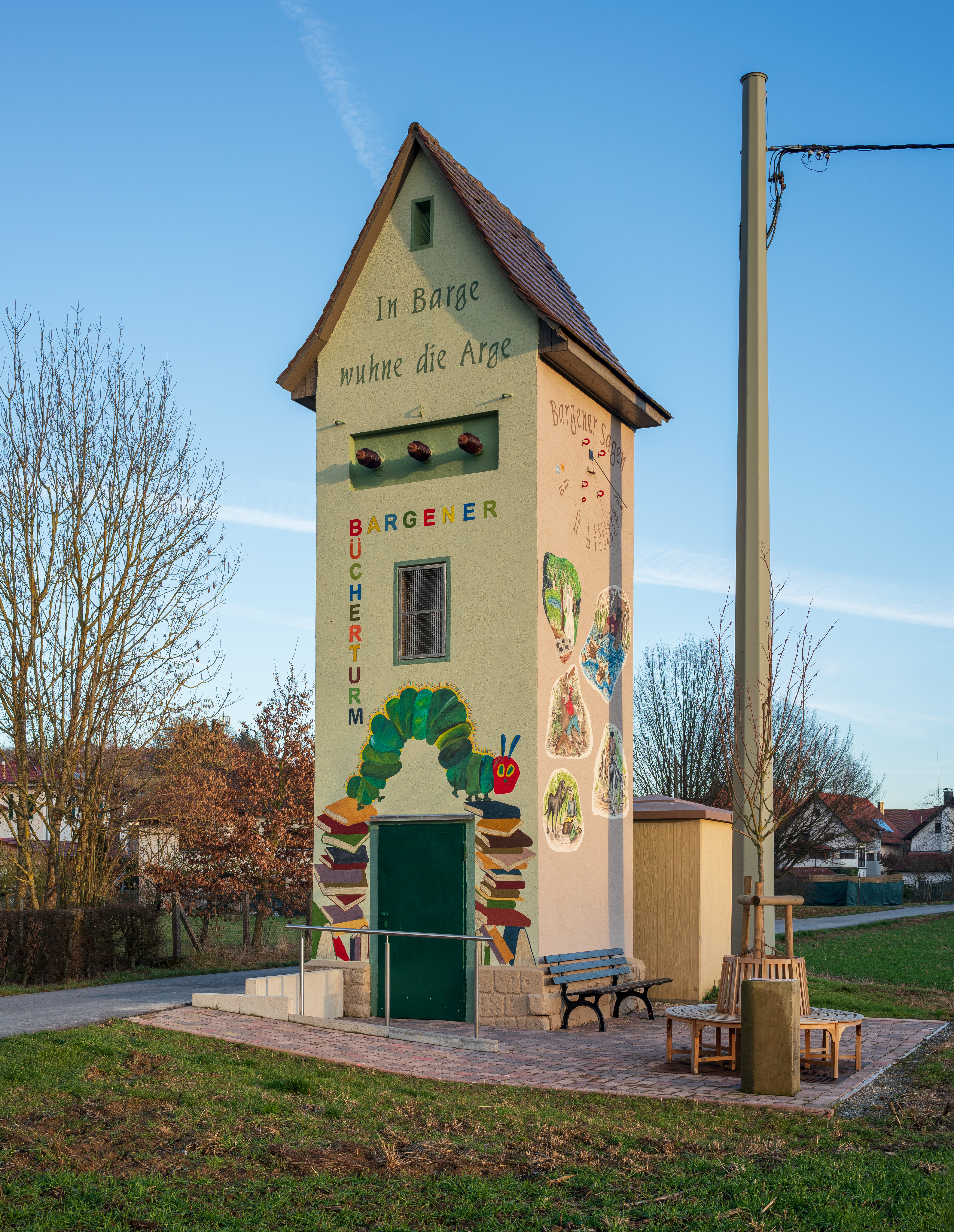
Außenansicht Bargener Bücherturm 2019
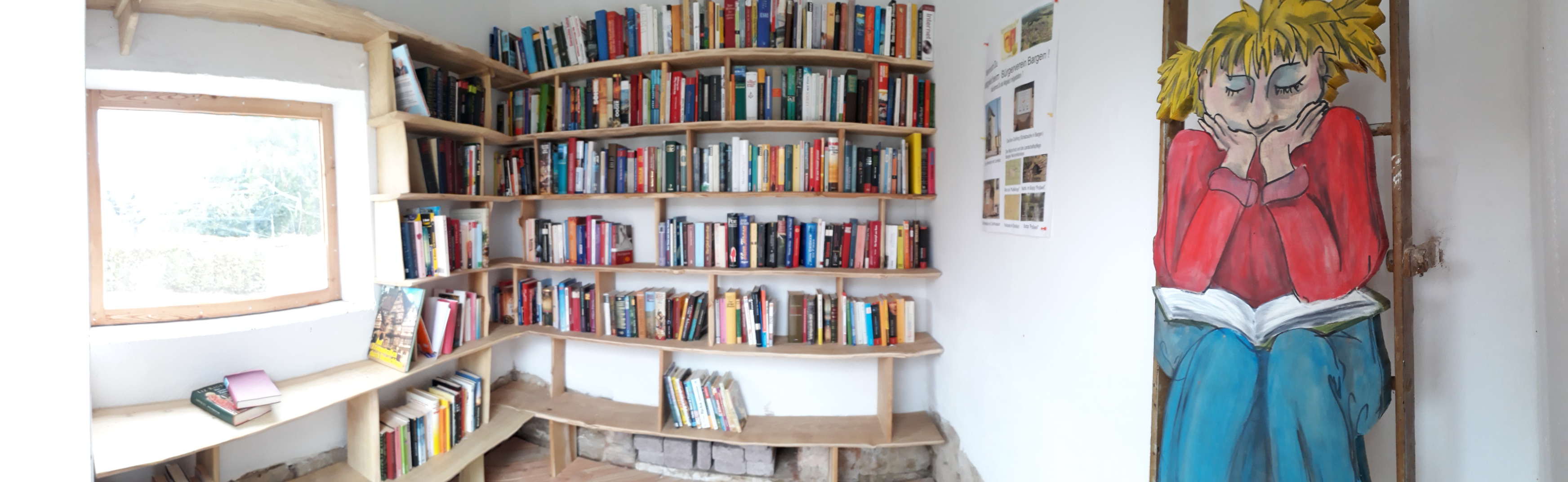
Bücherregale im Inneren des Bücherturmes

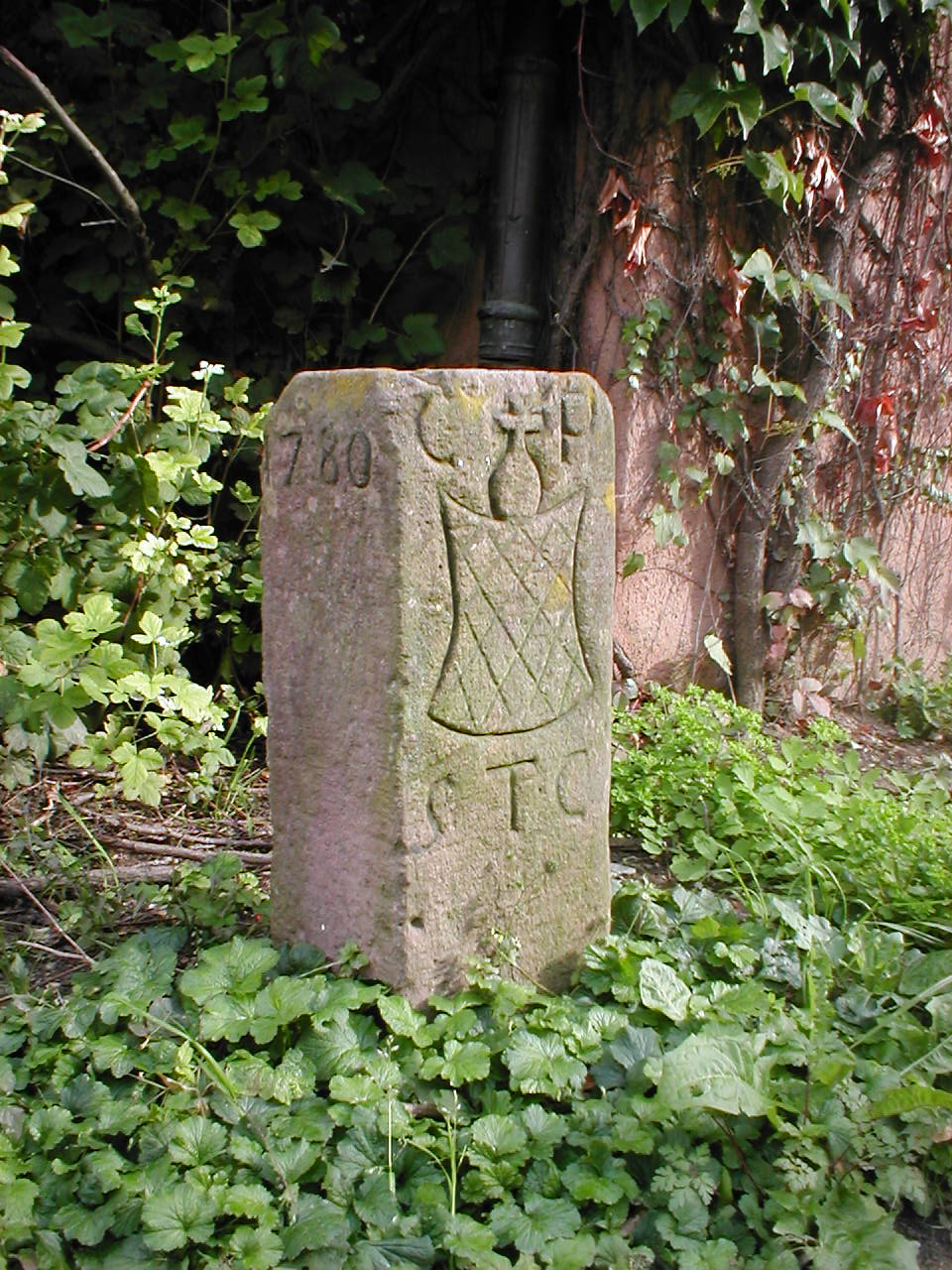
Markstein von 1780 in Bargen

#### Flinsbach
Im historischen Ortskern von Flinsbach stehen die Evangelische Kirche, das Alte Rathaus sowie mehrere historische Gasthöfe und landwirtschaftliche Anwesen.
Am Nordende des östlich von Flinsbach gelegenen Hohebergs („Schlossbuckel“) liegt der Burgstall der abgegangenen Burg Flinsbach.

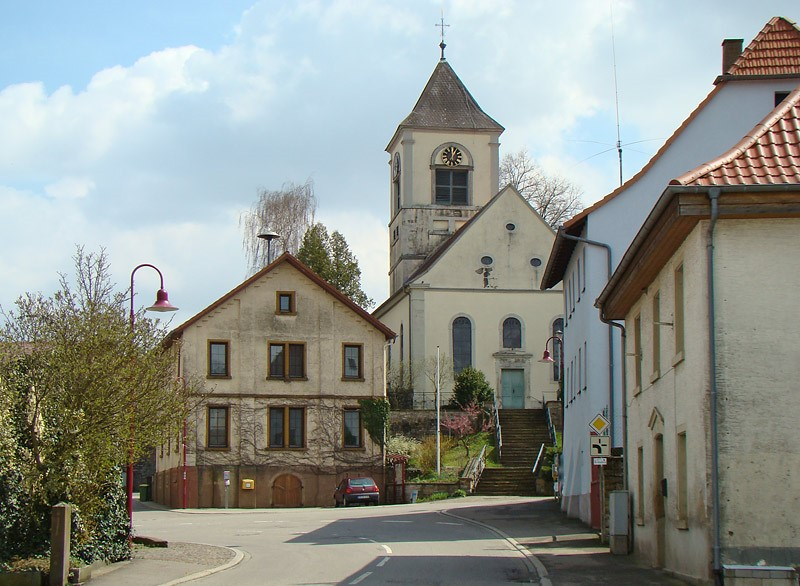
Ortsmitte von Flinsbach
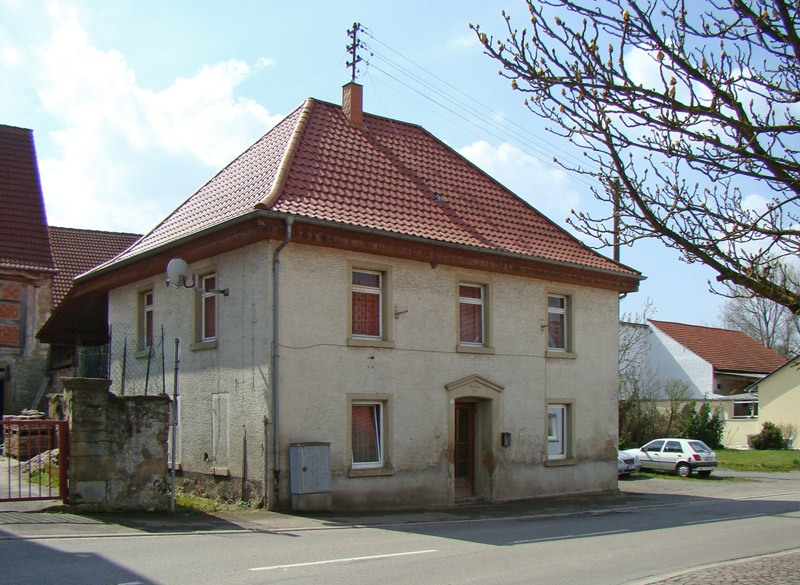
Altes Rathaus
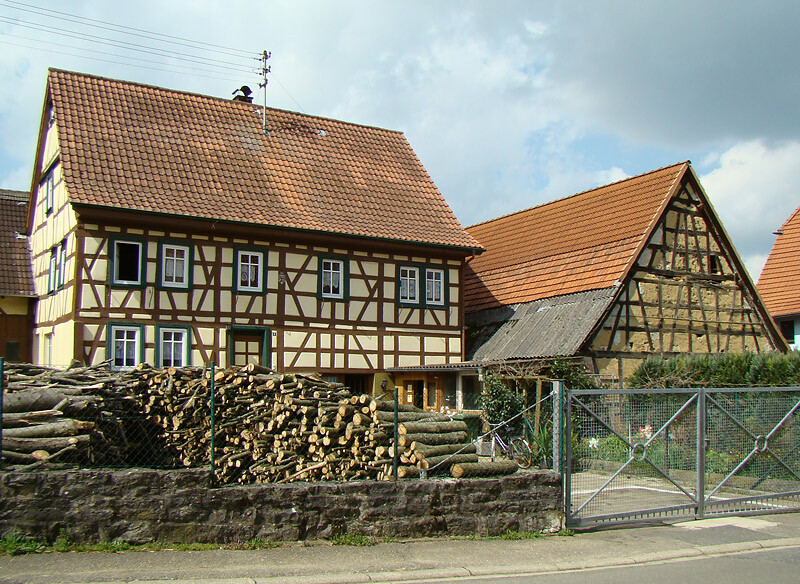
Fachwerkgebäude

### Theater

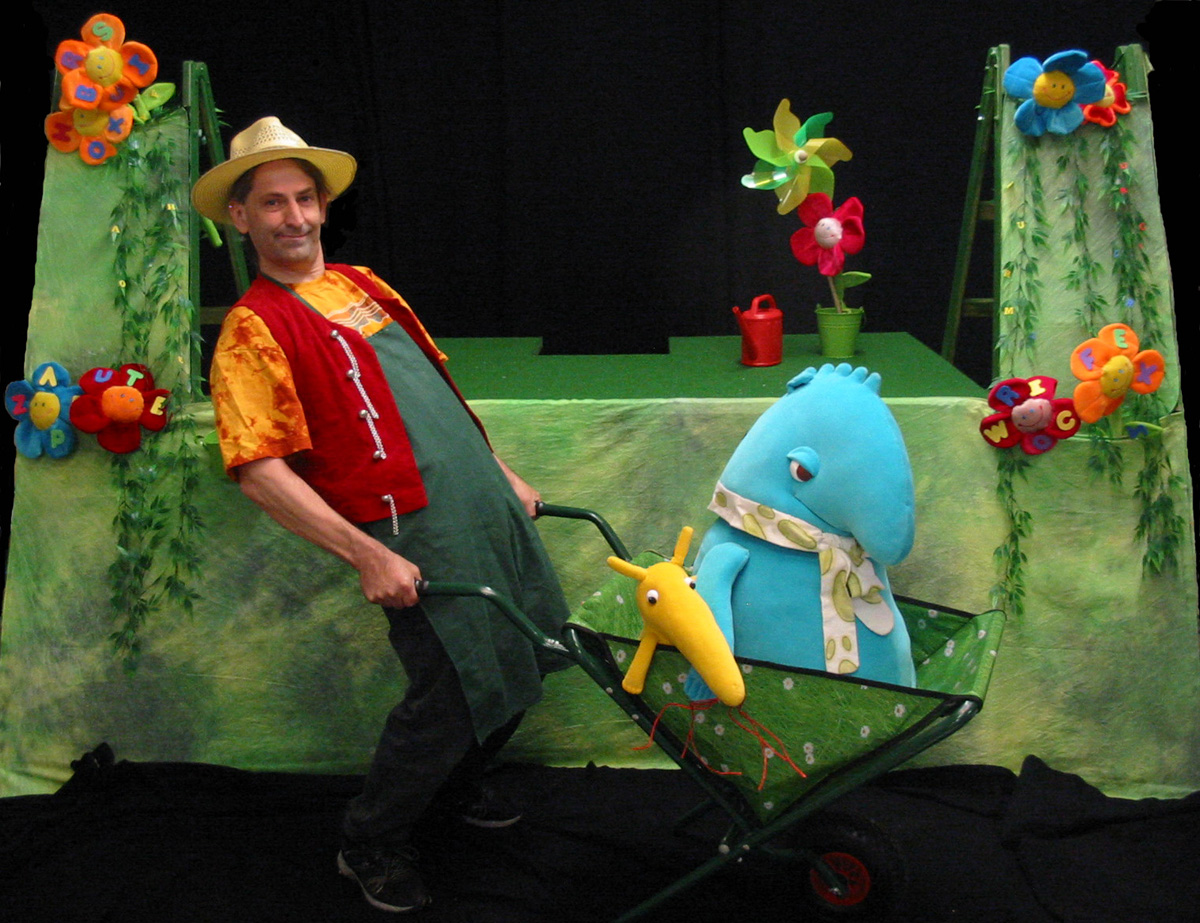
Figurentheater-FEX: Der Zapperdockel und der Wock

Seit Mai 2008 gibt es in Helmstadt das Figurentheater-FEX. Das Theater zeigt eine Mischung aus Schauspiel, Figuren-, Schatten-, Masken-, Erzähl- und Objekttheater für Kinder und Erwachsene. Es bietet außerdem Workshops in allen theatralen Bereichen an. Insbesondere werden auch Suchtpräventionsprojekte und Workshops nach Augusto Boal angeboten und therapeutisches Puppenspiel. Das Theater ist ein Tourneetheater mit Auftritten in ganz Deutschland und dem benachbarten Ausland. Seit Februar 2011 gibt es eine feste Spielstätte: die Werkstattbühne im Banspach-Haus. Dort gibt es regelmäßig einmal im Monat Theateraufführungen. Dem Theater angeschlossen sind eine Werkstatt, ein Probe- und Seminarraum.

### Sport
Der größte Verein ist der TSV Helmstadt 1912 mit 875 Mitgliedern in den Abteilungen Fußball, Wandern, Aerobic, Badminton, Turnen und Nordic Walking.
Die Fußballer in Bargen sind im SV Fortuna Bargen organisiert.
In Flinsbach gibt es den einzigen Tennisverein der Gemeinde, den TC Flinsbach.
Die 1. Herrenmannschaft der Volleyballer der VSG Helmstadt, des jüngsten Sportvereins der Gemeinde, spielt nach einem Ausflug in die dritthöchste deutsche Spielklasse (Regionalliga) nun wieder in der Verbandsliga.

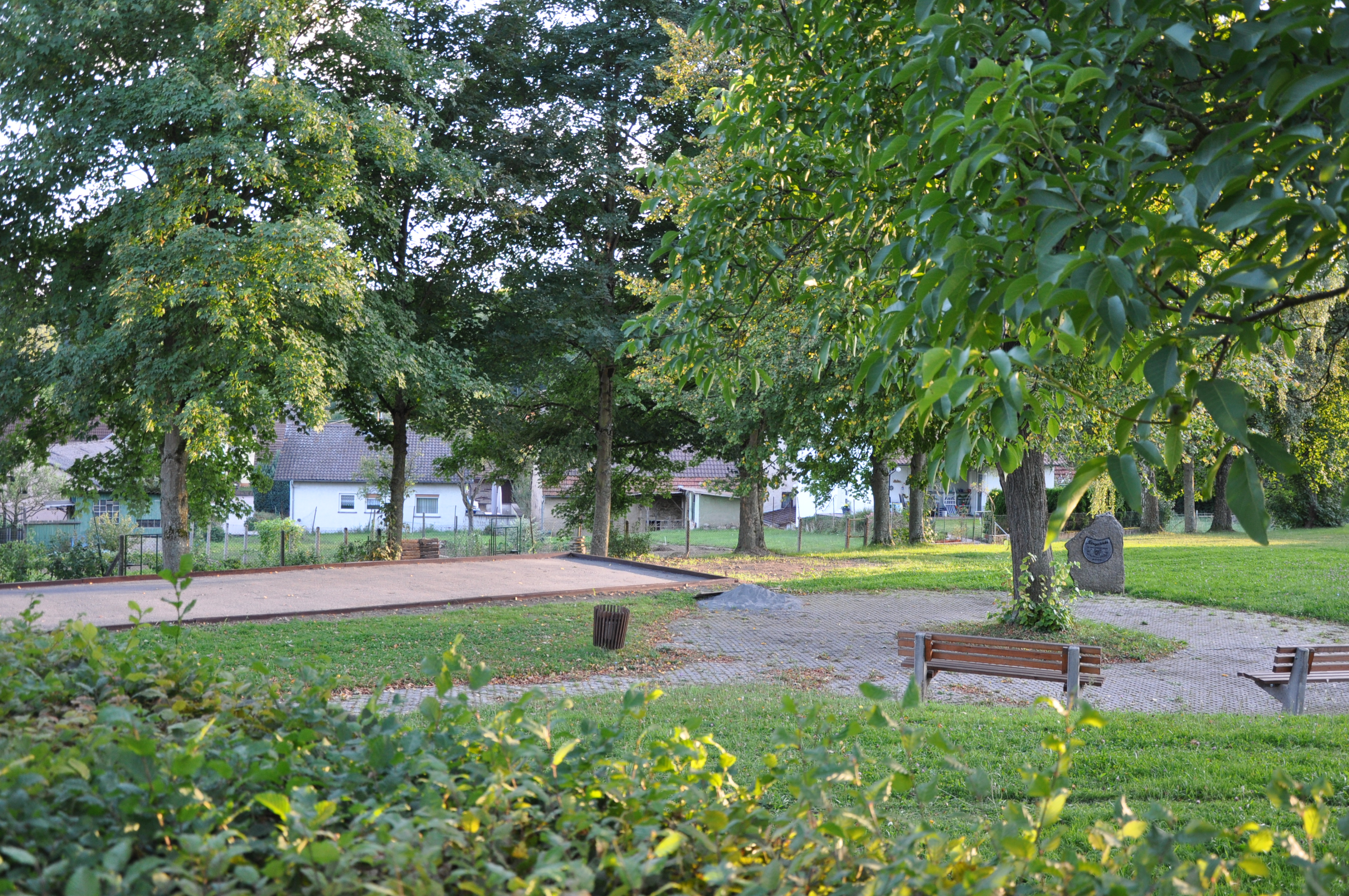
Bouleplatz Bargen auf dem Sängerlindenplatz unterhalb der Grundschule

Aus dem Landeswettbewerb „Unser Dorf hat Zukunft“ ging durch bürgerschaftliches Engagement ein öffentlicher Bouleplatz mit zwei Bahnen auf dem Lindenplatz unterhalb der Grundschule in Bargen hervor, der allen Freunden des Boulesports offensteht.

### Regelmäßige Veranstaltungen
Jedes Jahr am dritten Mittwoch im August findet der Helmstadter Sauerkrautmarkt („Helmschder Krautmarkt“) statt.
Auch in der närrischen Zeit wird man in Helmstadt-Bargen gut versorgt. Am Schmotzigen Donnerstag ist die Helmstadter Schwarzbachhalle Treffpunkt für über 1000 Narren aus der ganzen Region. Bargen hat einen eigenen Karnevalsverein, den Carneval-Club Bargen (CCB). Dessen Prunksitzungen locken jedes Jahr die Bevölkerung in die Bargener Schulturnhalle, wenn es heißt „In Barge, die Arge, hellau“. Seit einigen Jahren hat sich auch der Helmstadter Weihnachtsmarkt im Rathaushof etabliert.
Mitte März treffen sich die Bogenschützen zahlreicher Vereine zum „Klaus-Rössner-Gedächtnisturnier“ in der Schwarzbachhalle.

## Wirtschaft und Infrastruktur

### Verkehr
Wichtigste Straße der Gemeinde ist die westlich an Helmstadt vorbeiführende Bundesstraße 292, die im Süden Verbindung zur Bundesautobahn 6 ermöglicht. Durch den Ort führt die Landesstraße L 530 von Lobenfeld nach Haßmersheim.
Helmstadt liegt an der Schwarzbachtalbahn (Baden) (Meckesheim–Aglasterhausen), die in das Netz der S-Bahn RheinNeckar eingegliedert ist. Dadurch existieren umsteigefreie Verbindungen nach Heidelberg und Mannheim.
Mehrere Buslinien verbinden Helmstadt-Bargen mit den umliegenden Gemeinden und mit nahen größeren Städten wie Sinsheim und Bad Rappenau. Helmstadt-Bargen gehört zum Tarifgebiet des Verkehrsverbunds Rhein-Neckar.
Durch eine Alltagradsroute aus dem Radnetz Baden-Württemberg ist Helmstadt an Neckarbischofsheim vorbei über Waibstadt und Meckesheim mit Neckargemünd und in der anderen Richtung an Aglasterhausen vorbei mit Obrigheim und Mosbach verbunden. 

### Medien
Die meistgelesene Zeitung in Helmstadt-Bargen ist die Rhein-Neckar-Zeitung mit Sitz in Heidelberg. Aber auch die Heilbronner Stimme und andere Tageszeitungen können in Helmstadt-Bargen bezogen werden. Da Helmstadt-Bargen eine Mitgliedsgemeinde des Gemeindeverwaltungsverbandes Waibstadt ist, erscheint hier auch das wöchentliche Amtsblatt.

### Bildung

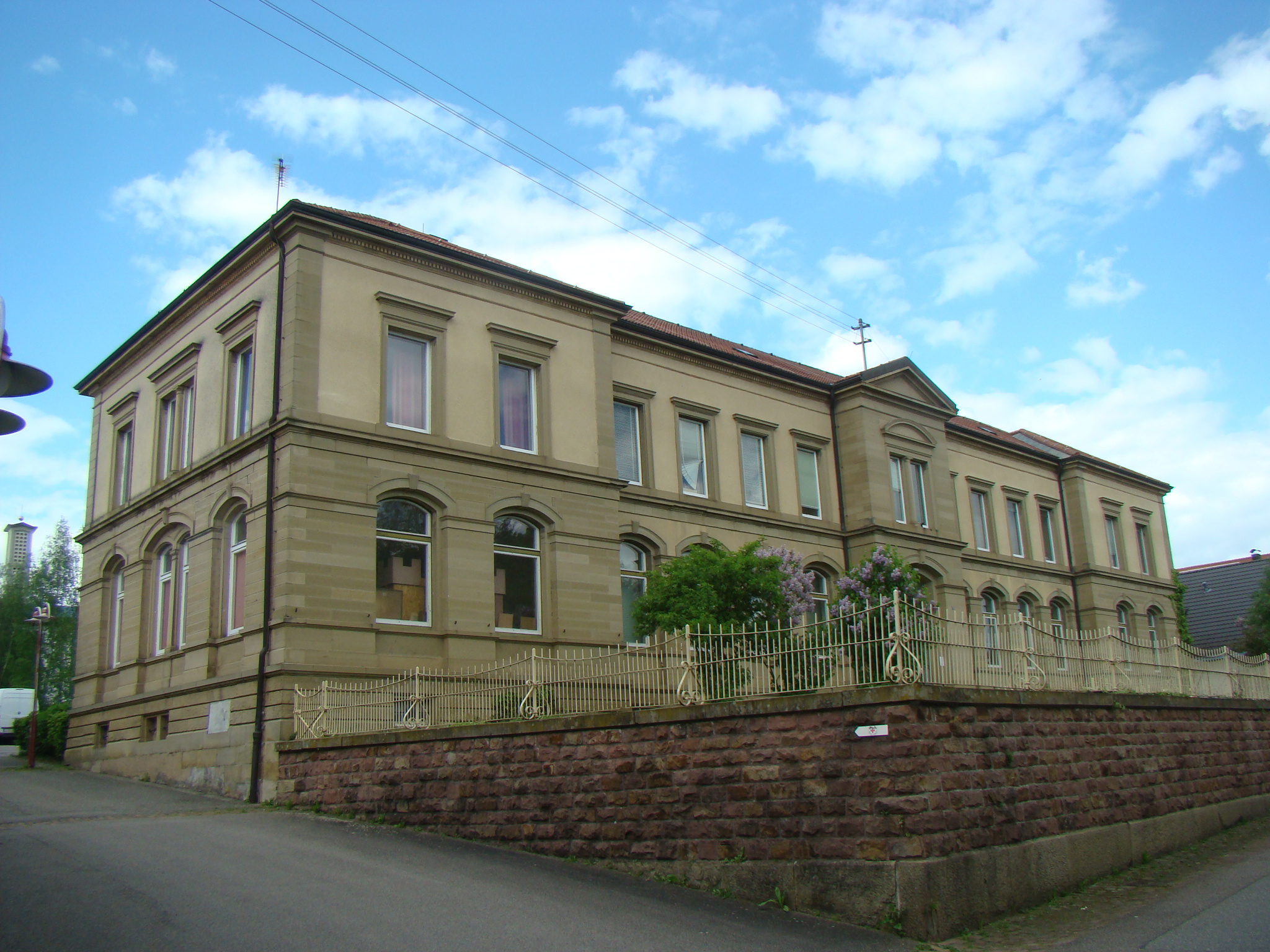
Ehemalige Schule in Helmstadt

Kindergärten gibt es in den Ortsteilen Helmstadt, Flinsbach und Bargen.
Helmstadt verfügt über eine Gemeinschaftsschule, die Grafeneckschule. In Bargen befindet sich eine Grundschule.

### Bevölkerungsschutz
Die Freiwillige Feuerwehr Helmstadt-Bargen mit den Abteilungen Helmstadt, Flinsbach und Bargen stellt den Grundschutz nach dem Feuerwehrgesetz des Landes Baden-Württemberg. Rund 90 Mitglieder sind in den drei Einsatzabteilungen aktiv, dazu kommen noch Jugendfeuerwehrabteilungen sowie Ehrenabteilungen in allen drei Ortsteilen.

## Persönlichkeiten

### Hier geboren
- Almut Hintze (* 1957), Sprach- und Religionswissenschaftlerin

### Ehrenbürger
Die Gemeinde Helmstadt-Bargen hat folgenden Personen das Ehrenbürgerrecht verliehen:
- ubk.: Wilhelm Senges
- 2020: Wolfgang Schieck

Quellen aus der Lebzeit von dem legendär-gewordenen Georg (oder Jörg) Faustus deuten darauf hin, dass er aus Helmstadt stammte.